# Francisco Benito Eraso
Francisco Benito Eraso y Azpilicueta, (Garínoain, 1793 - septiembre de 1835) fue militar español.

## Biografía
Combatió en la Guerra de la Independencia Española. Siendo teniente coronel, fue comandante de los Voluntarios de Navarra en el cantón de Roncesvalles donde hizo frente a Chapalangarra que en octubre de 1830, al frente de un grupo de liberales que cruzaron la frontera por Arnegui, mientras Espoz y Mina hacía otro tanto por Vera de Bidasoa y Valdés Arriola por Urdax. Las seis compañías de Voluntarios Navarros, mandados por Ángel Elizalde de Idoate, ascendían a 100 hombres, y en frente, al mando de Chapalangarra, unos 115 hombres entre los cuales se hallaba el poeta José Espronceda. Retirándose hacia Arnegui, Chapalangarra gana una pequeña altura, acompañado de 80 hombres, cuando un disparo acabó con su vida, muriendo algunos más de sus acompañantes y dándose a la fuga de inmediato el resto de sus hombres. Como resultado de su éxito, la Diputación de Navarra le asciende a coronel, le pone al frente de un cuerpo de 1.000 voluntarios y le destina a vigilar frontera con el objetivo de evitar nuevas incursiones de liberales emigrados. Este cuerpo fue disuelto en 1832 por la regente María Cristina.
El 12 de octubre de 1833, estando en Roncesvalles, se unió a la causa carlista siendo nombrado por el pretendiente, Carlos María Isidro de Borbón, comandante general de Navarra. Desde el cargo de ayudante de campo ascendió a mariscal de campo. A la muerte del general Zumalacárregui tomó el mando del ejército del Norte hasta que dicho ejército fue confiado al general Vicente González Moreno.
Tras resultar herido en la batalla de Mendigorría los problemas de salud fueron en aumento y tuvo que retirarse a su pueblo de Garínoain donde murió en septiembre de 1835, al parecer como consecuencia de una caída de caballo.